# Elección para gobernador de Illinois de 2010
La elección para gobernador de Illinois de 2010 tuvo lugar el 2 de noviembre. El gobernador Pat Quinn decidió postularse para la reelección del estado.

## Primaria republicana

### Candidatos

#### Nominado
- Bill Brady, senador estatal y candidato a gobernador en 2006

#### Eliminado en primarias
- Adam Andrzejewski, empresario
- Kirk Dillard, senador estatal
- Andrew McKenna, empresario, expresidente del Partido Republicano de Illinois y candidato al Senado de los Estados Unidos en 2004
- Dan Proft, comentarista político
- Jim Ryan, ex procurador general de Illinois y candidato a gobernador en 2002
- Bob Schillerstrom, presidente de la Junta del Condado de DuPage

### Resultados

Resultado de las elecciones por condado

Resultado de las elecciones por condado

|  | 20.26 % |

|  | 20.24 % |

|  | 19.29 % |

|  | 17.04 % |

|  | 14.47 % |

|  | 7.73 % |

|  | 0.97 % |

|  | 100 % |

## Primaria demócrata

### Candidatos

#### Nominado
- Pat Quinn, gobernador titular y ex Tesorero de Illinois

#### Eliminado en primarias
- Daniel Hynes, contralor de Illinois y candidato para el Senado de los Estados Unidos en 2004

### Resultados
|  | 50.46 % |

|  | 49.54 % |

|  | 100 % |

## Resultados
|  | 46.79 % |

|  | 45.94 % |

|  | 3.64 % |

|  | 2.70 % |

|  | 0.93 % |

|  | 100 % |

|  | 50.53 % |